# Альдрин
Альдрин — хлорорганическое соединение, полихлорциклодиен, высокотоксичный инсектицид (в виде аэрозоля — чрезвычайно токсичный), а также гербицид, весьма стоек, не поддаётся биохимическому разложению, поэтому считается одним из самых опасных пестицидов для окружающей среды (входит в так называемую «грязную дюжину»). Альдрин образует целую группу пестицидов, состоящую из его производных например тиираноальдринат. Широко использовался в 70-е годы XX века. Ввиду высокой опасности для здоровья и жизни человека, а также из-за негативного влияния на окружающую среду, альдрин, как и все его производные в настоящее время во многих странах мира запрещён в производстве и применении.

## Физико-химические свойства
Альдрин представляет собой твёрдое кристаллическое вещество, бесцветное, не имеющее запаха, практически нерастворимое в воде, хорошо растворяется в неполярных органических растворителях — бензоле, ацетоне, гексане, хуже в тетрахлорметане, этаноле и диэтиловом эфире. Температура плавления чистого альдрина 104—104,5 °С, давл. паров 9 • 10−6 мм рт. ст. (20 °С). Технический продукт с т. плавл. 45—50 °C содержит 78 % альдрина. Чистый альдрин остается стабильным при температурах свыше 200 °C и в диапазоне pH 4—8. Очень стоек к химическому воздействию, не реагирует с щелочами и кислотами. При кипячении с водой и щелочами выделяет некоторое количество НСl, что связано с наличием в нём примесей, гидролизующихся водой. Альдрин не оказывает коррозионного воздействия на металлы либо может вызывать слабую коррозию, так как при его хранении медленно образуется соляная кислота. Под действием пероксида водорода, перуксусной кислоты и других окислителей альдрин переходит в дильдрин. Под действием света способен к изомеризации.

## История

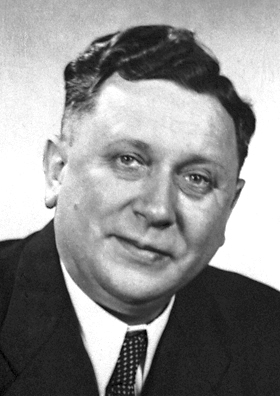
Курт Альдер, выдающийся немецкий химик-органик, первооткрыватель реакции Дильса — Альдера, в 1946 году синтезировал альдрин

Впервые альдрин был синтезирован немецким химиком Куртом Альдером в 1946 году, в честь которого и получил своё название. Впервые альдрин в качестве пестицида был синтезирован в США в 1948 году. Коммерческое производство альдрина началось в 1950-е годы, а его использование продолжалось во всем мире вплоть до начала 1970-х годов, когда многими странами мира, он был внесён в список веществ, запрещённых в производстве и использовании в сельском хозяйстве.
В СССР альдрин, а также его производные, были под запретом

## Получение
Основным способом получения альдрина является реакция Дильса — Альдера — гексахлорциклопентадиена с избытком (2-3 моль) бицикло-[2,2,1]-гептадиена-2,5 (норборнадиена) при 100 °С.
Избыток бицикло-[2,2,1]-гептадиена-2,5 практически полностью может быть регенерирован и использован. Конечный продукт обычно подвергают дальнейшей очистке методом повторной кристаллизации.
Аналогичным образом, получают изомер альдрина — изодрин, реакцией циклопентадиена с гексахлоронорборнадиеном. В настоящее время синтезировано большое число аналогов альдрина (например, эндрин, который в 2,5-3 раза токсичнее, чем альдрин), но более активных пока не найдено.

## Применение
Применяется в качестве кишечного и контактного инсектицида, для борьбы с саранчой, комарами (в том числе и анофелесами) и обитающими в почве вредителями, а также с вредителями хлопчатника; как почвенный инсектицид применяется в составе протравителей семян совместно с фунгицидами и удобрениями (фосфорной мукой и т. д.); как эффективный гербицид применяется для борьбы с сорняками технических культур (особенно хлопчатника).

## Синонимы и торговые названия
- Альдрит; Альдрозол*; Альтокс; Альдрекс;
- 1,4:5,8-диметано-нафталин; ГГДН;
- ГГДМ*; ГГДН; ГГПН; 22-ДН;
- Картофин*; Кортофин; Латка-118;
- НА 2761; НА 2762; NCI-C00044; ОМС-194; ЭНТ-15949;
- Октален; Окталин*; Зеедрин; СД 2794;
- Соединение 118*; Татузинью*; Эльдрин;*
- Типула; Эрузин*; Агронекс TA;
- Вератокс; Дринокс; Аглюкон*;
- Антифелес*; Альвит-55, Альдрек;
- Альвит 55.

*Примечание — звездочкой обозначены наиболее высокотоксичные препараты с содержанием >80 % альдрина.

## Форма выпуска
Альдрин выпускается в следующих формах:
- дуст, гранулированный порошок, сухие смеси (с фунгицидами);
- эмульсии (содержание в смеси не менее 65 %);
- аэрозоли;
- смачивающиеся порошки;
- брикеты;
- жидкие смеси с ацетоном и(или) бензолом (содержат до 8 % фунгицидов).

В настоящее время применение ограничено, ввиду высокой токсичности, биоаккумуляции и устойчивости к разрушению. В ЕС и России альдрин официально запрещён. В США он под запретом с 1974 года, однако его до сих пор используют только в тех штатах, которые специализируются на выращивании хлопчатника. Только в некоторых странах альдрин используется в сельском хозяйстве.

## Эффективность как пестицида
По своей эффективности в борьбе с вредными насекомыми альдрин превосходит ДДТ, а также гексахлоран. Однако он, в отличие от них, не является универсальным инсектицидом, так как действует только на некоторые виды семейств прямокрылых (саранчовых), некоторые виды жуков и несколько десятков видов двукрылых (комаров (лучше всего эффективен против анофелесов), а также мух). Также эффективен как противомольное средство.
Эффективность использования альдрина, как почвенного инсектицида, проявляется только в смесях с фунгицидами, например, с гексахлорбензолом. Эффективен в борьбе с термитами, личинками жуков-щелкунов, а также с водяным долгоносиком. Однако многие личинки вредных насекомых (в особенности тли и некоторых видов жуков) резистентны к альдрину. Так, например, даже действие 120 г альдрина не причинит существенного вреда некоторым видам филлоксеры.
Альдрин также ограничено применяется в качестве селективного гербицида, который очень эффективен против сорняков хлопчатника, хуже действует на сорняки кукурузы и некоторых злаковых. Но, несмотря на положительные эффекты, существует вероятность миграции и биоаккумуляции большого количества альдрина в этих растениях; особую опасность этот процесс представляет у растений из семейства злаковых.

## Токсичность
Альдрин является высокотоксичным веществом для человека и животных. ЛД50 для крыс составляет 42 мг/кг (внутрибрюшинно), для мышей — 18 мг/кг (внутрижелудочно), смертельной дозой для человека считается ЛД100 = 89 мг/кг (внутривенно), в то же время пероральное отравление требует большего количества альдрина, ЛД100 = 5000 мг/кг, однако, при ингаляционном воздействии ЛД100 может снизиться до 12 мг/кг. Препарат проникает в организм через неповрежденную кожу. Обладает высокой кумулятивной способностью, так как является липофильным соединением.

### Общий характер действия
Сильнодействующее ядовитое вещество. Нейротоксичен. Очень опасен при ингаляционном воздействии. Сначала возбуждает, а потом угнетает нервную систему. Поражает внутренние органы (печень, почки). Имеются данные о бластомогенном действии.

### Острое отравление
Двигательное возбуждение, мышечные подёргивания, клонико-тонические судороги. Вызывает дегенерацию, сильнейшую дистрофию и гибель нервных клеток коры головного мозга, хвостатого ядра, зрительных бугров. Независимо от пути введения в организм при вскрытии находят полнокровие головного мозга и внутренних органов, мелкие кровоизлияния в лёгких, разрыхление и отёк стенок сосудов, мелкоочаговые инфильтраты в сердечной мышце, мутное набухание клеток печени и почек, иногда явления экстракапиллярного серозно-десквамативного гломерулонефрита.

### Хроническое отравление
Описаны отравления среди рабочих фармацевтического завода, имевших дело с 25 % концентратом альдрина и смесью альдрина и ДДТ. Пострадавшие жаловались на тошноту, рвоту, головную боль, чувство недомогания. Впоследствии развивалось нарушение координации движений, угнетённое состояние, появление пены изо рта, выпячивание глазных яблок, спазм челюстей, резковыраженные судороги, потеря сознания, в отдельных случаях — агрессивность, дезориентация, снижение слуха, раздражительность, нарушение чувствительности. Симптомы отравления возникают при концентрации альдрина в крови 10−5%.

### Превращения в организме и выделение
В тканях альдрин подвергается эпоксидированию с образованием дильдрина, частично накапливается в не изменённом состоянии, главным образом в жировой ткани. Коэффициент распределения жировая ткань/кровь 250—300. Накапливается также в эритроцитах. Концентрация в крови человека — снижается примерно наполовину в сроки 50—167 дней, но ещё через 2 года альдрин определяется в крови. Сходные результаты по накоплению альдрина и его метаболита получены у собак.

## Меры предосторожности
Работа с альдрином требует крайней осторожности. Прежде всего, это связано с его токсичностью и устойчивостью к разрушению. При работе с ним, необходима защита кожных покровов рук, лица, дыхательных путей и слизистых оболочек. Опрыскивание альдрина рабочими производится в специальных химкостюмах с применением СИЗОД. Предельно допустимая концентрация 0,01 мг/м3. Наличие альдрина в пищевых продуктах не допускается.

## Экологические аспекты
Альдрин относят к устойчивым органическим загрязнителям, с высокими токсическими свойствами. Накапливаясь в почве, он представляет огромную опасность из-за проникновении в подземные воды, ещё большую в водоёмы и реки. Так как альдрин нерастворим в воде и не взаимодействует с ней, он может стать причиной экологической катастрофы, результатом которой станет массовая гибель живых организмов (в особенности рыб), обитающих в водной среде. Не меньшую озабоченность проявляет биоаккумуляция альдрина в некоторых видах растений, которые могут послужить кормом для домашних животных со свободным выпасом (крупный и мелкий рогатый скот, лошади и т. д.).
Загрязнение почвы — ещё один аргумент против использования альдрина в качестве инсектицида. В почве альдрин сохраняется длительно: через год после опрыскивания в ней обнаруживается 90 %, а через 3 года — 72—80 % использованного инсектицида, однако небольшая часть его (4—8 %) при 24—40 °С превращается в более токсичный дильдрин. Из влажных и песчаных почв альдрин испаряется быстро.
Хранение и использование альдрина в непосредственной близости от водоёмов категорически запрещено. В настоящее время также запрещено опрыскивание заболоченных мест альдрином, хотя он известен в качестве эффективного комариного инсектицида (входит в состав специальных противокомариных смесей).

## Интересный факт
За последние 60 лет было произведено около 63 100 тонн альдрина. Если такое количество альдрина равномерно распылить в атмосфере в виде аэрозоля, то его хватило бы, чтобы полностью уничтожить всё нынешнее население Земли более чем 750 раз.